# Careproctus cypseluroides
Careproctus cypseluroides är en fiskart som beskrevs av Schmidt, 1950. Careproctus cypseluroides ingår i släktet Careproctus och familjen Liparidae. Inga underarter finns listade.